# Arme tranchante
 (mars 2017).
Si vous disposez d'ouvrages ou d'articles de référence ou si vous connaissez des sites web de qualité traitant du thème abordé ici, merci de compléter l'article en donnant les références utiles à sa vérifiabilité et en les liant à la section « Notes et références ».

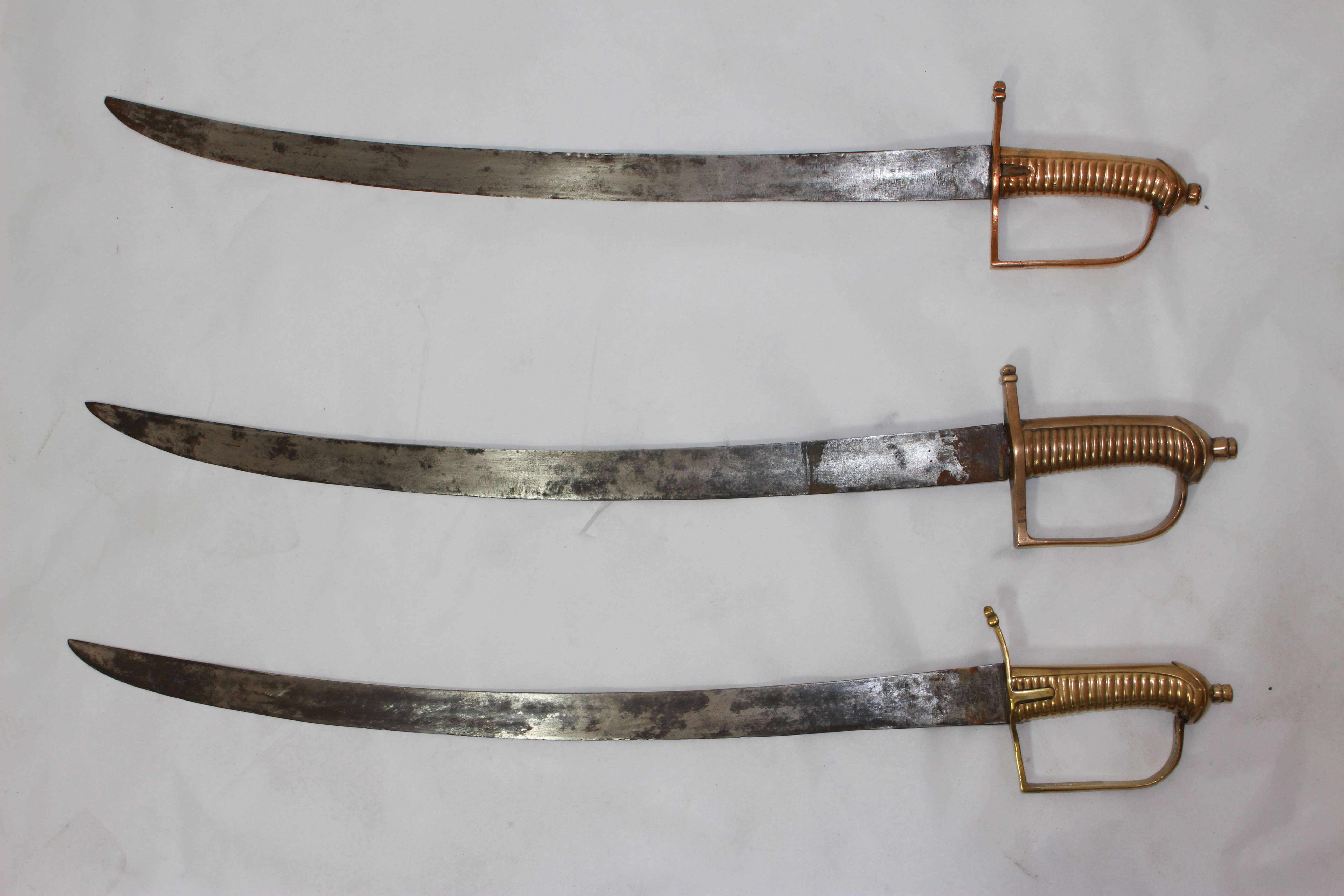
Des sabres, ne possédant qu'un tranchant, à l'inverse de l'épée.

Une arme tranchante est une arme blanche ou un projectile servant à asséner des coups provocant des lésions. On parle d'armes tranchantes pour les distinguer des armes dites contondantes, qui elles, permettent d'asséner des coups écrasants.

## Exemple
On peut considérer comme « tranchantes » les armes suivantes : 
- arme d'hast ;
- couteau ;
- dague ;
- épée ;
- sabre ;
- hache ;
- serpe ;
- mais aussi des projectiles comme les flèches et les carreaux d'arbalète.